# ディートリヒ・ベッカー
ディートリヒ・ベッカー（Dietrich Becker, 1623年頃 - 1679年頃）は、バロック音楽期のドイツのヴァイオリニスト・作曲家。

## 解説
ベッカーの受けた音楽教育についてはわずかしか知られていない。彼の最初の職は、アーレンスベルク（Ahrensberg）のオルガニストであった。彼の2つ目の職はツェレ公クリスティアン＝ルートヴィヒ（後のハノーファー選帝侯エルンスト・アウグストの兄）の公爵領教会への奉職で、ここで彼はヴァイオリンに専心するようになった。1662年に、ベッカーは市議会にヴァイオリニストとして奉職し、1667年にカペルマイスター（音楽監督）の称号を得た。
1668年、ベッカーは市長や市議会のメンバーへの献呈作品として、Musikalischen Frühlingsfrüchte（音楽的な春の果実）と題する小品集を発表した。この曲集には、通奏低音をもった3声から5声の室内ソナタや組曲などが含まれている。1674年には、Zweystimmigen Sonaten und Suiten（2声のためのソナタと組曲集）が刊行されている。
ベッカーの室内楽曲は、当時のドイツにおける器楽の中でも最も重要なものの一つであった。
日本では鈴木鎮一のヴァイオリン教程で知られる。ト短調のガヴォットが有名。